# Spanyolország a 2023. évi téli universiadén
Spanyolország az Amerikai Egyesült Államokbeli Lake Placidban megrendezett 2023. évi téli universiade egyik részt vevő nemzete volt.

## Érmesek
| Érem  | Versenyző                        | Sportág        | Versenyszám                |
| ----- | -------------------------------- | -------------- | -------------------------- |
| Arany | Celia Abad Rodríguez             | Alpesisí       | Női összetett              |
| Arany | Albert Ortega Fornesa            | Alpesisí       | Férfi összetett            |
| Ezüst | Jaume Pueyo Repullo              | Sífutás        | Férfi sprint               |
| Bronz | Celia Abad Rodríguez             | Alpesisí       | Női szuperóriás-műlesiklás |
| Bronz | Sara Cabrera Alexander Rezzonico | Gyorskorcsolya | Vegyes csapatverseny       |

## Alpesisí
Versenyző adatai:
| Név                   | Kor (2023. január 12. szerint) | Születési hely | Egyesület      | Felsőoktatási tanintézet                               |
| Celia Abad Rodríguez  | 2000. október 24. (22 évesen)  | Huesca         | GUARA          | University of the Basque Country, Leioa, Spanyolország |
| Albert Ortega Fornesa | 1998. november 18. (24 évesen) | –              | LMCE           | Open University of Cataluña, Barcelona, Spanyolország  |
| Jonás Sánchez Cabañas | 2004. március 8. (18 évesen)   | Oviedo         | COPOS SKI CLUB | Open University of Cataluña, Barcelona, Spanyolország  |

Férfi
| Versenyző             | Versenyszám            | 1. futam | 1. futam | 2. futam      | 2. futam      | Összesítés | Összesítés |
| Versenyző             | Versenyszám            | Idő      | Hely.    | Idő           | Hely.         | Idő        | Helyezés   |
| --------------------- | ---------------------- | -------- | -------- | ------------- | ------------- | ---------- | ---------- |
| Jonás Sánchez Cabañas | Műlesiklás             | 55,05    | 27.      | 58,42         | 6.            | 1:53,47    | 16.        |
| Jonás Sánchez Cabañas | Óriás-műlesiklás       | 1:03,75  | 39.      | 1:03,96       | 20.           | 2:07,71    | 21.        |
| Jonás Sánchez Cabañas | Szuperóriás-műlesiklás |          |          |               |               | 1:01,22    | 33.        |
| Albert Ortega Fornesa | Óriás-műlesiklás       | 1:01,14  | 10.      | nem ért célba | nem ért célba | kiesett    | kiesett    |
| Albert Ortega Fornesa | Szuperóriás-műlesiklás |          |          |               |               | 29,07      | 5.         |

| Versenyző             | Versenyszám | Szuperóriás-műlesiklás | Szuperóriás-műlesiklás | Műlesiklás    | Műlesiklás    | Összesítés | Összesítés |
| Versenyző             | Versenyszám | Idő                    | Hely.                  | Idő           | Hely.         | Idő        | Helyezés   |
| --------------------- | ----------- | ---------------------- | ---------------------- | ------------- | ------------- | ---------- | ---------- |
| Jonás Sánchez Cabañas | Összetett   | 59,64                  | 36.                    | nem ért célba | nem ért célba | kiesett    | kiesett    |
| Albert Ortega Fornesa | Összetett   | 57,27                  | 6.                     | 45,61         | 2.            | 1:42,88    |            |

Női
| Versenyző            | Versenyszám            | 1. futam      | 1. futam      | 2. futam      | 2. futam      | Összesítés | Összesítés |
| Versenyző            | Versenyszám            | Idő           | Hely.         | Idő           | Hely.         | Idő        | Helyezés   |
| -------------------- | ---------------------- | ------------- | ------------- | ------------- | ------------- | ---------- | ---------- |
| Celia Abad Rodríguez | Műlesiklás             | 1:00,16       | 18.           | nem ért célba | nem ért célba | kiesett    | kiesett    |
| Celia Abad Rodríguez | Óriás-műlesiklás       | nem ért célba | nem ért célba | kiesett       | kiesett       | kiesett    | kiesett    |
| Celia Abad Rodríguez | Szuperóriás-műlesiklás |               |               |               |               | 52,79      |            |

| Versenyző            | Versenyszám | Szuperóriás-műlesiklás | Szuperóriás-műlesiklás | Műlesiklás | Műlesiklás | Összesítés | Összesítés |
| Versenyző            | Versenyszám | Idő                    | Hely.                  | Idő        | Hely.      | Idő        | Helyezés   |
| -------------------- | ----------- | ---------------------- | ---------------------- | ---------- | ---------- | ---------- | ---------- |
| Celia Abad Rodríguez | Összetett   | 50,22                  | 1.                     | 51,91      | 5.         | 1:42,13    |            |

## Curling

### Női
Versenyző adatai:
| Név                | Kor (2023. január 12. szerint)   | Poszt                  | Felsőoktatási tanintézet                                    |
| Carmen Pérez Ara   | 2002. április 14. (20 évesen)    | csapatkapitány (szkip) | International University of La Rioja Logroño, Spanyolország |
| María Gómez        | 2001. szeptember 23. (21 évesen) | harmadik dobó          | University of Valladolid Valladolid, Spanyolország          |
| Daniela García     | 2004. január 5. (19 évesen)      | második dobó           | ESIC Universidad Madrid, Spanyolország                      |
| Leire Carasa       | 2004. június 17. (18 évesen)     | elsőjátékos            | University of the Basque Country Leioa, Spanyolország       |
| Ana Vázquez Marcos | 2002. április 12. (20 évesen)    | csere                  | University of Valladolid Valladolid, Spanyolország          |

Csoportkör
| Nemzet             | Csapatkapitány (Skip) | GY | V | GY-V | P+ | P- | GYE | VE | ÜE | RE | DSC   |
| ------------------ | --------------------- | -- | - | ---- | -- | -- | --- | -- | -- | -- | ----- |
| Dél-Korea          | Ha Seung-youn         | 8  | 1 | 1–0  | 67 | 37 | 38  | 26 | 1  | 17 | 44,49 |
| Egyesült Államok   | Delaney Strouse       | 8  | 1 | 0–1  | 67 | 33 | 39  | 27 | 2  | 14 | 39,14 |
| Kína               | Han Jü (Han Yu)       | 7  | 2 | 1–0  | 62 | 36 | 38  | 26 | 3  | 13 | 38,38 |
| Egyesült Királyság | Fay Henderson         | 7  | 2 | 0–1  | 56 | 36 | 31  | 28 | 5  | 8  | 48,81 |
| Svédország         | Emma Moberg           | 4  | 5 | 1–1  | 52 | 48 | 32  | 28 | 2  | 11 | 34,58 |
| Svájc              | Corrie Hürlimann      | 4  | 5 | 1–1  | 52 | 51 | 30  | 33 | 3  | 8  | 46,85 |
| Kanada             | Abby Marks            | 4  | 5 | 1–1  | 55 | 43 | 28  | 30 | 2  | 9  | 74,19 |
| Japán              | Sae Yamamoto          | 2  | 7 | –    | 43 | 63 | 27  | 31 | 2  | 9  | 50,37 |
| Spanyolország      | Carmen Pérez Ara      | 1  | 8 | –    | 26 | 85 | 20  | 36 | 1  | 4  | 89,51 |
| Ausztrália         | Kirby Gill            | 0  | 9 | –    | 25 | 73 | 19  | 38 | 3  | 1  | 88,59 |

1. forduló, január 13., 14:00 (20:00)
| Sheet C            | Sheet C               | 1 | 2 | 3 | 4 | 5 | 6 | 7 | 8 | VE |
|                    | Spanyolország (Pérez) | 0 | 1 | 1 | 0 | 1 | 0 | 2 | 0 | 5  |
| 1. end utolsó köve | Kína (Han)            | 2 | 0 | 0 | 4 | 0 | 1 | 0 | 2 | 9  |

2. forduló, január 14., 09:00 (15:00)
| Sheet E            | Sheet E               | 1 | 2 | 3 | 4 | 5 | 6 | 7 | 8 | VE |
| 1. end utolsó köve | Svédország (Moberg)   | 0 | 5 | 1 | 3 | 0 | 1 | X | X | 10 |
|                    | Spanyolország (Pérez) | 0 | 0 | 0 | 0 | 2 | 0 | X | X | 2  |

3. forduló, január 14., 19:00 (01:00)
| Sheet D            | Sheet D                        | 1 | 2 | 3 | 4 | 5 | 6 | 7 | 8 | VE |
|                    | Spanyolország (Pérez)          | 0 | 0 | 1 | 1 | 0 | 1 | 0 | X | 3  |
| 1. end utolsó köve | Egyesült Királyság (Henderson) | 0 | 2 | 0 | 0 | 3 | 0 | 1 | X | 6  |

4. forduló, január 15., 14:00 (20:00)
| Sheet B            | Sheet B               | 1 | 2 | 3 | 4 | 5 | 6 | 7 | 8 | VE |
|                    | Spanyolország (Pérez) | 0 | 0 | 0 | 0 | 0 | 2 | X | X | 2  |
| 1. end utolsó köve | Kanada (Marks)        | 2 | 4 | 2 | 3 | 1 | 0 | X | X | 12 |

5. forduló, január 16., 09:00 (15:00)
| Sheet A            | Sheet A                    | 1 | 2 | 3 | 4 | 5 | 6 | 7 | 8 | VE |
|                    | Spanyolország (Pérez)      | 0 | 0 | 2 | 0 | 1 | 0 | 0 | X | 3  |
| 1. end utolsó köve | Egyesült Államok (Strouse) | 1 | 3 | 0 | 2 | 0 | 1 | 0 | X | 7  |

6. forduló, január 16., 19:00 (01:00)
| Sheet D            | Sheet D               | 1 | 2 | 3 | 4 | 5 | 6 | 7 | 8 | VE |
|                    | Dél-Korea (Ha)        | 3 | 4 | 2 | 4 | 2 | 0 | X | X | 15 |
| 1. end utolsó köve | Spanyolország (Pérez) | 0 | 0 | 0 | 0 | 0 | 1 | X | X | 1  |

7. forduló, január 17., 14:00 (20:00)
| Sheet B            | Sheet B               | 1 | 2 | 3 | 4 | 5 | 6 | 7 | 8 | VE |
| 1. end utolsó köve | Svájc (Hürlimann)     | 1 | 0 | 3 | 1 | 2 | 0 | 4 | X | 11 |
|                    | Spanyolország (Pérez) | 0 | 1 | 0 | 0 | 0 | 1 | 0 | X | 2  |

8. forduló, január 18., 09:00 (15:00)
| Sheet A            | Sheet A               | 1 | 2 | 3 | 4 | 5 | 6 | 7 | 8 | VE |
| 1. end utolsó köve | Japán (Yamamoto)      | 0 | 3 | 3 | 0 | 3 | 1 | X | X | 10 |
|                    | Spanyolország (Pérez) | 0 | 0 | 0 | 1 | 0 | 0 | X | X | 1  |

9. forduló, január 18., 19:00 (01:00)
| Sheet E            | Sheet E               | 1 | 2 | 3 | 4 | 5 | 6 | 7 | 8 | VE |
| 1. end utolsó köve | Spanyolország (Pérez) | 1 | 0 | 2 | 2 | 0 | 0 | 1 | 1 | 7  |
|                    | Ausztrália (Gill)     | 0 | 1 | 0 | 0 | 0 | 4 | 0 | 0 | 5  |

| Csapat        | Helyezés |
| ------------- | -------- |
| Spanyolország | 9.       |

## Gyorskorcsolya
Versenyző adatai:
| Név                   | Kor (2023. január 12. sze-rint) | Felsőoktatási tanintézet                                     |
| Manuel Robla          | 2004. január 7. (19 évesen)     | Open University of Cataluña Barcelona, Spanyolország         |
| Alexander Rezzonico   | 2004. június 28. (18 évesen)    | Universidad Carlos III de Madrid Madrid, Spanyolország       |
| Teresa Moreno Balague | 2000. február 7. (22 évesen)    | Open University of Cataluña Barcelona, Spanyolország         |
| Sara Cabrera          | 2001. január 19. (21 évesen)    | National University Distance Education Madrid, Spanyolország |

Férfi
| Versenyző           | Versenyszám | Eredmény | Helyezés |
| ------------------- | ----------- | -------- | -------- |
| Manuel Robla        | 500 m       | 38,89    | 22.      |
| Manuel Robla        | 1000 m      | 1:18,09  | 25.      |
| Manuel Robla        | 1500 m      | 1:56,77  | 23.      |
| Manuel Robla        | 5000 m      | 7:14,22  | 14.      |
| Alexander Rezzonico | 500 m       | 38,44    | 21.      |
| Alexander Rezzonico | 1000 m      | 1:17,84  | 23.      |
| Alexander Rezzonico | 1500 m      | 1:58,01  | 24.      |

Női
| Versenyző             | Versenyszám | Eredmény | Helyezés |
| --------------------- | ----------- | -------- | -------- |
| Teresa Moreno Balague | 1000 m      | 1:27,73  | 27.      |
| Teresa Moreno Balague | 1500 m      | 2:16,34  | 31.      |
| Teresa Moreno Balague | 3000 m      | 5:00,24  | 20.      |
| Sara Cabrera          | 500 m       | 42,27    | 16.      |
| Sara Cabrera          | 1000 m      | 1:25,91  | 22.      |
| Sara Cabrera          | 1500 m      | 2:14,49  | 26.      |

Tömegrajtos
| Versenyző             | Versenyszám | Elődöntő | Elődöntő | Elődöntő | Döntő | Döntő    | Helyezés |
| Versenyző             | Versenyszám | Pont     | Idő      | Hely.    | Pont  | Idő      | Helyezés |
| --------------------- | ----------- | -------- | -------- | -------- | ----- | -------- | -------- |
| Manuel Robla          | Férfi       |          |          |          | 0     | 8:39,42  | 16.      |
| Alexander Rezzonico   | Férfi       |          |          |          | 0     | 8:37,74  | 14.      |
| Teresa Moreno Balague | Női         |          |          |          | 0     | 10:06,91 | 17.      |
| Sara Cabrera          | Női         |          |          |          | 0     | 10:01,23 | 15.      |

Csapatverseny
| Versenyző                        | Versenyszám | Negyeddöntő  | Negyeddöntő | Elődöntő     | Döntő                                           | Döntő                    |
| Versenyző                        | Versenyszám | Ellenfél Idő | Hely.       | Ellenfél Idő | Ellenfél Idő                                    | Helyezés                 |
| -------------------------------- | ----------- | ------------ | ----------- | ------------ | ----------------------------------------------- | ------------------------ |
| Sara Cabrera Alexander Rezzonico | Vegyes      |              |             |              | Lengyelország (POL) Kazahsztán (KAZ) Gy 3:12,14 | 3. helyezett, bronzérmes |

## Műkorcsolya
Versenyző adatai:
| Név                          | Kor (2023. január 12. szerint) | Születési hely | Egyesület             | Felsőoktatási tanintézet                               |
| Tomàs-Llorenç Guarino Sabaté | 1999. július 5. (23 évesen)    | Barcelona      | Young Goose Academy   | University of La Rioja Logroño, Spanyolország          |
| Iker Oyarzabal Albas         | 2001. december 13. (21 évesen) | Donostia       | CH TxuriBerri         | University of Navarra Pamplona, Spanyolország          |
| Euken Alberdi                | 2002. december 27. (20 évesen) | Donostia       | Futbol Club Barcelona | University of Barcelona Barcelona, Spanyolország       |
| Lucía Ruiz Manzano           | 2002. január 14. (20 évesen)   | –              | La Nevera             | Universidad Carlos III de Madrid Madrid, Spanyolország |

| Versenyző                    | Versenyszám  | Rövidprogram | Rövidprogram | Szabadprogram | Szabadprogram | Összesítés | Összesítés |
| Versenyző                    | Versenyszám  | Pont         | Hely.        | Pont          | Hely.         | Pont       | Helyezés   |
| ---------------------------- | ------------ | ------------ | ------------ | ------------- | ------------- | ---------- | ---------- |
| Tomàs-Llorenç Guarino Sabaté | Férfi egyéni | 59,64        | 20.          | 125,03        | 13.           | 184,67     | 14.        |
| Iker Oyarzabal Albas         | Férfi egyéni | 56,73        | 25.          | kiesett       | kiesett       | kiesett    | 25.        |
| Euken Alberdi                | Férfi egyéni | 54,67        | 27.          | kiesett       | kiesett       | kiesett    | 27.        |
| Lucía Ruiz Manzano           | Női egyéni   | 34,47        | 27.          | kiesett       | kiesett       | kiesett    | 27.        |

## Sífutás
Versenyző adatai:
| Név                 | Kor (2023. január 12. szerint) | Születési hely | Egyesület | Felsőoktatási tanintézet                               |
| Jaume Pueyo Repullo | 2001. október 12. (21 évesen)  | Barcelona      | CEFUC     | Open University of Cataluña (Barcelona, Spanyolország) |
| María Iglesias      | 2001. február 13. (21 évesen)  | Lleida         | ANEC      | Open University of Cataluña (Barcelona, Spanyolország) |

Férfi
| Versenyző           | Versenyszám        | Selejtező | Selejtező | Negyeddöntő | Negyeddöntő | Elődöntő | Elődöntő | Döntő   | Döntő    |
| Versenyző           | Versenyszám        | Idő       | Hely.     | Idő         | Hely.       | Idő      | Hely.    | Idő     | Helyezés |
| ------------------- | ------------------ | --------- | --------- | ----------- | ----------- | -------- | -------- | ------- | -------- |
| Jaume Pueyo Repullo | 10 km (klasszikus) |           |           |             |             |          |          | 26:24,1 | 28.      |
| Jaume Pueyo Repullo | 10 km (szabad)     |           |           |             |             |          |          | 26:33,3 | 36.      |
| Jaume Pueyo Repullo | Sprint             | 2:24,66   | 1.        | 2:31,09     | 2.          | 2:30,26  | 3.       | 2:35,27 |          |

Női
| Versenyző      | Versenyszám       | Selejtező | Selejtező | Negyeddöntő | Negyeddöntő | Elődöntő | Elődöntő | Döntő   | Döntő    |
| Versenyző      | Versenyszám       | Idő       | Hely.     | Idő         | Hely.       | Idő      | Hely.    | Idő     | Helyezés |
| -------------- | ----------------- | --------- | --------- | ----------- | ----------- | -------- | -------- | ------- | -------- |
| María Iglesias | 5 km (klasszikus) |           |           |             |             |          |          | 15:18,1 | 43.      |
| María Iglesias | 5 km (szabad)     |           |           |             |             |          |          | 15:53,5 | 42.      |
| María Iglesias | Sprint            | 3:06,91   | 36.       | kiesett     | kiesett     | kiesett  | kiesett  | kiesett | 36.      |

Vegyes
| Versenyző                          | Versenyszám  | Selejtező | Selejtező | Negyeddöntő | Negyeddöntő | Elődöntő | Elődöntő | Döntő    | Döntő    |
| Versenyző                          | Versenyszám  | Idő       | Hely.     | Idő         | Hely.       | Idő      | Hely.    | Idő      | Helyezés |
| ---------------------------------- | ------------ | --------- | --------- | ----------- | ----------- | -------- | -------- | -------- | -------- |
| María Iglesias Jaume Pueyo Repullo | Csapatsprint |           |           |             |             | 21:38,23 | 12.      | 21:38,23 | 23.      |